# Ludwig Fischer (automobilista)
Ludwig Fischer (17 de dezembro de 1915 – 8 de março  de 1991) foi um automobilista alemão que participou do Grande Prêmio da Alemanha de 1952 de Fórmula 1.